# Sapareva Bania
Sapareva Bania (en búlgaro: Сапарева баня) es una ciudad de Bulgaria en la provincia de Kiustendil.

## Geografía
Se encuentra a una altitud de 761 m s. n. m. y a una distancia de 85 km de la capital nacional, Sofía.

## Demografía
Según estimación de 2012 contaba con una población de 3 742 habitantes.
|         | 2004  | 2005  | 2006  | 2007  | 2008  | 2009  | 2010  |
| Mujeres | 2 141 | 2 102 | 2 085 | 2 089 | 2 077 | 2 067 | 2 042 |
| Varones | 2 132 | 2 104 | 2 078 | 2 074 | 2 066 | 2 045 | 2 027 |
| Total   | 4 273 | 4 206 | 4 163 | 4 163 | 4 143 | 4 112 | 4 069 |